# St. Johannes (Erbringen-Hargarten)

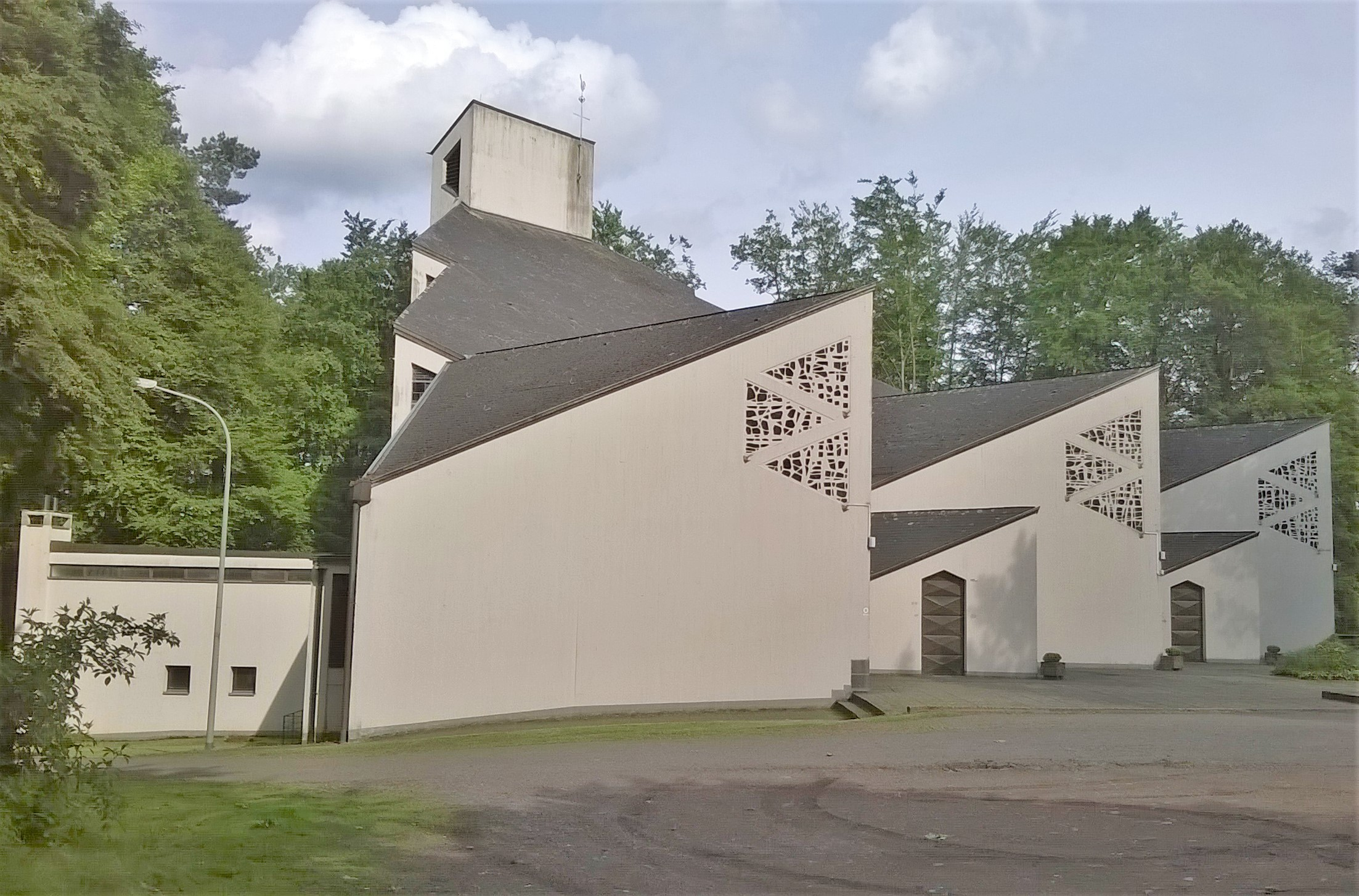
Die Johanneskirche in Erbringen-Hargarten

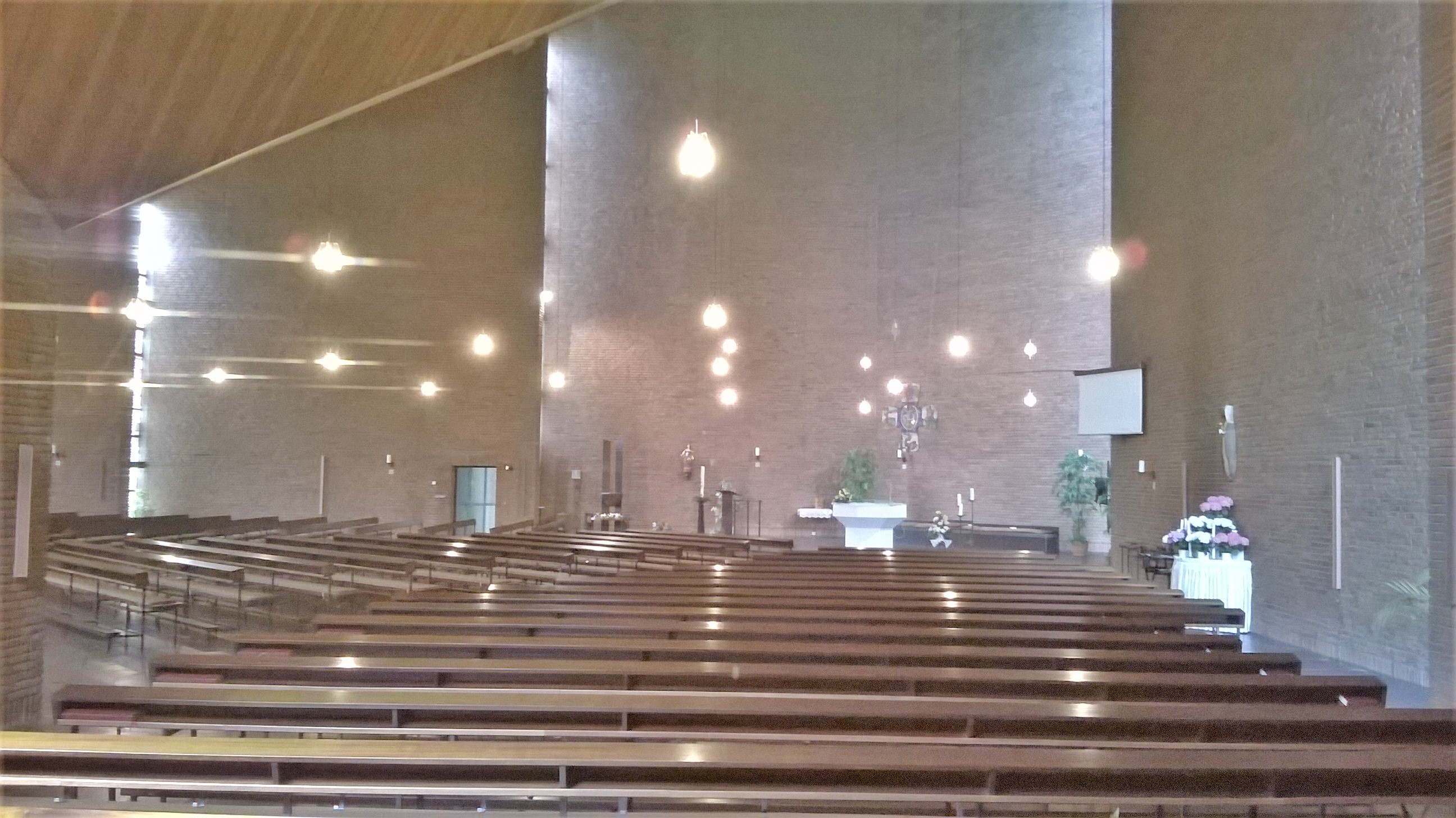
Die Johanneskirche Erbringen-Hargarten von der "Erbringer" Seite

Die Glocke der Johanneskirche Erbringen-Hargarten

St. Johannes in Erbringen-Hargarten ist eine römisch-katholische Filialkirche der Pfarrei St. Andreas und Mariä Himmelfahrt Reimsbach. Die Kirche ist dem heiligen Johannes geweiht und liegt auf einer Anhöhe zwischen den beiden Beckinger Ortsteilen Erbringen und Hargarten.

## Geschichte
Im Jahr 1963 wurde in Hargarten und Erbringen ein Kirchenbauverein gegründet, welcher den Bau einer Filialkirche in der Pfarrei Reimsbach ermöglichen sollte. 1966 erfolgte die Aufforderung an vier Architekten zur Vorlage von Bauplänen. Eine Gutachterkommission entschied sich für den Bauplan des Trierer Architekten Peter van Stipelen. Im Herbst 1968 begannen die Bauarbeiten und am 24. April 1970 war der Rohbau vollendet. Die Eröffnung der Kirche konnte am 25. Juni 1972 (Johannestag) gefeiert werden.
Die Johanneskirche wurde von 1974 bis 1979 von Regionaljugendpfarrer Franz Josef Mühlhausen und von 1979 bis 1984 vom Regionaljugendseelsorger Josef Mettel betreut. Heute ist das anliegende Pfarrhaus nicht mehr Eigentum der Pfarrei und wurde verkauft. Im Jahr 2006 wurde von der Firma Mahr Heizungsbau eine neue Heizanlage für Kirche und Jugendheim installiert.

## Jugendheim / Pfarrheim
Das Jugendheim (heute Pfarrheim) mit einem großen Saal, zwei Jugendräumen, einer Küche und einer Werkstatt wurde am 22. November 1977 eingeweiht. Einer der Gruppenräume dient als Treffpunkt des katholischen Jugendclubs der Pfarreiengemeinschaft. Dieser organisiert im Jugendheim verschiedene Veranstaltungen, wie zum Beispiel die Discos, aber auch Treffen der Jugend oder Seniorennachmittage.